# Градић весељак
„Градић весељак” је југословенска телевизијска серија снимљена 1962. године у продукцији Телевизије Београд.

Комплетна ТВ екипа ▼
| Редитељ    | Вера Белогрлић    |                     |
| Сценариста | Душица Манојловић |                     |
| Сценариста | Душан Радовић     | (као Душко Радовић) |
| Композитор | Миодраг Илић Бели |                     |